# Аглар-хан
Аглар-хан (1817—1859) — останній володар Газікумухського ханства у 1847—1859 роках.

## Життєпис
Старший син Омар-бека і небіж Аслан-хана. Народився 1817 року. замолоду був відправлений заручником до Владикавказу, а невдовзі за цим переправлено до Санкт-Петербургу. Тут здобув освіту, обрав військову справу. Дослужився до звання штабс-ротмістра лейб-гвардії.
1847 року після повалення брата Абдурахман-хана стає новим газікумуським ханом. Облаштував у своїй столиці завод з виробництва якісного пороху. Розпочав активні дії з відвоювання Аварії. У битві біля Швкра завдав поразки Гаджи-Яг'ї, наїби умама Шаміля. також жорсткими діями приборкав усі заворушення на користь останнього.
1848 року деякий час вів перемовини з Шамілем, наслідком чого стали мляві дії проти останнього. Загони імама почали зводити фортеці в межах ханства. З початку 1850-х років надавав дедалі більшу допомогу росіянам. Помер 1859 року. Володіння повинен був спадкував його син Джафар-бек. Проте російська адміністрація не затвердила того в титулі, а 1860 року ліквідувало ханство, приєднавши його до Дагестанської області.